# Lopesiella combreti
Lopesiella combreti är en tvåvingeart som beskrevs av Tavares 1908. Lopesiella combreti ingår i släktet Lopesiella och familjen gallmyggor.
Artens utbredningsområde är Moçambique. Inga underarter finns listade i Catalogue of Life.